# Гарцев
Га́рцев (бел. Га́рцаў) — деревня в составе Лебедянковского сельсовета Белыничского района Могилёвской области Республики Беларусь.

## Население
- 2010 год — 9 человек